# Indosylvirana aurantiaca
Espèce
Synonymes
- Rana aurantiaca Boulenger, 1904
- Hylarana aurantiaca (Boulenger, 1904)

Statut de conservation UICN

 VU B1ab(iii) : Vulnérable
Indosylvirana aurantiaca est une espèce d'amphibiens de la famille des Ranidae.

## Répartition
Cette espèce est endémique du Kerala en Inde. Elle se rencontre dans les districts de Thiruvananthapuram et de Kollam dans les Ghâts occidentaux.

## Description

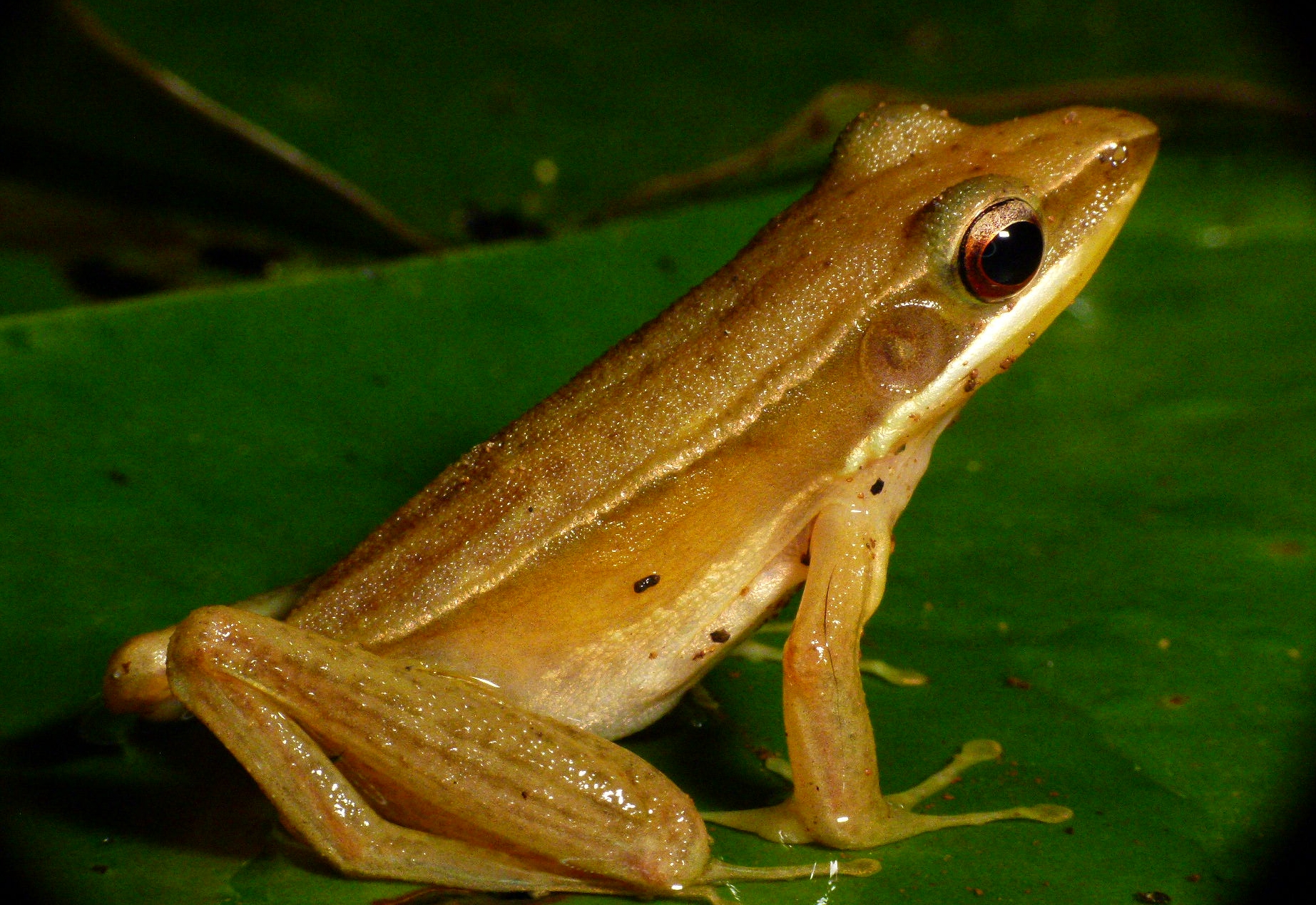
Hylarana aurantiaca

Les mâles étudiés par Biju et al. en 2014 mesurent de 27,1 à 31,7 mm et la femelle 37,9 mm.

## Publication originale
- Boulenger, 1904 : Descriptions of three new frogs from southern India and Ceylon. Journal of the Bombay Natural History Society, vol. 15, p. 430-431 (texte intégral).